# Nusantara
Nusantara, situada a l'illa de Borneo, és una ciutat i la capital d'Indonèsia, que s'inaugurà a les celebracions del dia nacional del país del 2024. La ciutat planificada reemplaça Jakarta (a l'illa de Java), capital del país des del 1945.

## Història
L'any 2019 el president del país, Joko Widodo, va impulsar el pla de fer una nova capital. I tres anys més tard, el gener del 2022, el Parlament d'Indonèsia va aprovar un projecte de llei perquè la nova capital se situés a la província de Borneo de Kalimantan Oriental. El nom de la nova ciutat, Nusantara, en sànscrit, vol dir ‘illes exteriors’. La seva construcció començà el juliol del 2022, iniciant-se des de zero.